# Stol de păsări albe
Stol de păsări albe este un roman scris de scriitorul japonez Yasunari Kawabata. În japoneză romanul se numește Senbazuru, cuvânt ce simbolizează un motiv ornamental reprezentând „o mie de cocori”, inspirat din arta tradițională japoneză a plierii hârtiei – origami. Romanul a fost publicat în Japonia pentru prima dată începând cu anul 1949, sub formă de foileton, în suplimentul literar al revistei Yomimono jiji. Prima ediție în românește aparține Editurii Minerva – 1973, sub titlul Stol de păsări albe. A doua editie a fost publicata in colecția „Cartea de pe noptieră” in anul 2000, editată de Editura Humanitas. O a treia ediție, publicată în aceeași colecție de Editura Humanitas, și într-o traducere direct din limba japoneză de George Șipoș, a apărut în 2010.

## Rezumat
Format:Sinpsis
Acțiunea romanului se deschide prin participarea personajului masculin central al cărții, Mitani Kikuji, la o ceremonie de ceai desfășurată în incinta templului Enkakuji din Kamakura. Aici, la invitația maestrei în arta ceremoniei ceaiului – cha no yu, Kurimoto Chikako, Kikuji va urma să o întâlnească pe presupusa lui viitoare soție, Inamura Yukiko. 
Cu toate că se anunța doar o obișnuită demonstrație de ceremonia ceaiului, acest eveniment va schimba atât modul de a gândi și a simți, cât și viața personajelor principale. Fostele amante ale tatălui lui Kikuji, mort de patru ani, Chikako și doamna Ota, intră din nou în scena prezentului doar pentru a răscoli sentimentele. Demonul trecutului are dubla înfățișare a celor două amante ale tatălui, contrastate permanent până la simbol. Portretul doamnei Ota câștigă în precizie și transparență, iar ambiguitatea rolului ei, de agent, și în același timp, victimă a vrăjii emanate de feminitatea sa totală îi conferă dimensiunea tragică pe care alte personaje feminine ale lui Kawabata nu o au.
Trecutul, imaginea tatălui reapar în ochii și sufletul celor două femei prin prezența fiului acestuia, numai pentru a da naștere unor noi sentimente și a genera noi pasiuni, gelozii, crize de vinovăție și acte sinucigașe. Iubirea tatălui pentru doamna Ota se continuă straniu și totuși natural în fiu, eliberată în cele din urmă de întoarcerea lui spre Fumiko, fiica doamnei Ota. Portretele duble, simetrice, tată-fiu, mamă-fiică structurează miezul epic al povestirii pe linii paralele.
Un subtil joc de lumini și umbre compune figura ireală și tulburătoare a doamnei Ota, unul dintre cele mai reușite personaje feminine ale lui Kawabata. Dragostea ei pentru domnul Mitani, prelungită după moartea lui în legătura cu fiul acestuia, amintește straniu de un episod celebru de la curtea din Heiankyo, intrat în literatură cu mai bine de un mileniu în urmă: tragica pasiune a curtezanei și poetei Izumi Shikibu pentru prințul Tametaka și după moartea lui pentru fratele mai mic al prințului, înfruntând astfel protestul și disprețul întregii curți. 
Personajele și evenimentele vor deveni stăpânite de ceremonial, mai cu seamă de cel legat de arta ceaiului. Tot ce aparține ceremoniei ceaiului este filtrat de simțuri, îndepărtat de abstractizările intelectului, concretizat în sentimente capabile să asigure armonie și liniște. În “O mie de cocori” șansa armonizării universului înconjurător cu făptura personajelor o oferă folosirea acelor obiecte de artă ceramică, fragile și prețioase în același timp, înzestrate cu atâta grăitoare sugestie de frumos încât, până în cele din urmă, devin ele însele mai vii decât personajele-oameni. 
Kikuji, deși trece cu pasivitate pe lângă evenimente, joacă rolul de oglindă în care se reflectă cele întâmplate. Tatăl lui Kikuji, mare colecționar de obiecte de artă legate de ceremonia ceaiului, este creionat prin prisma analizei iubirilor sale, îndeosebi cea cu doamna Ota. Fiul o reîntâlnește pe fascinanta doamnă Ota, inevitabila apropiere consumându-se. Sinuciderea neașteptată a doamnei Ota îl va “elibera” pe Kikuji pentru o vreme, până când o întâlnește pe Fumiko. “Eliberarea” venea în ideea că “doamna Ota păcătuise regăsind în Kikuji imaginea tatălui lui. Dar, la rândul său, Kikuji regăsi în fiică imaginea mamei ei!” Dar, “punându-și capăt vieții, poate că n-a voit altceva decât să dorească, fără să o spună, ca fiica ei să-i aparțină.” Deci: păcat sau iubire?
Fumiko îi dăruiește lui Kikuji în amintirea mamei sale un vas de shino, o incomparabilă operă de artă, vas ce o evocă pe însăși doamna Ota, cu farmecul ei de neuitat. La acest vas, Fumiko adaugă un altul, mai mic, reprezentând o ceașcă de ceai, pe care parcă rămăsese imprimat rujul buzelor doamnei Ota, doar pentru a sublinia faptul că fiica este hotărâtă să trăiască cu modestie în umbra mamei sale. Perechea de cești pentru ceremonia ceaiului, întrebuințate odinioară de tatăl lui Kikuji și de doamna Ota, îi aduc în față dragostea vinovată a acestora. 
Simbolistica insistentă a obiectelor e guvernată de conceptul mono no aware, noțiune specific japoneză, tradusă aproximativ prin “tristețea lucrurilor”, element importat din estetica haiku. O sensibilitate plastică deosebită, simț ascuțit al formelor, liniilor și ritmurilor în obiecte, face din aceste centre iradiante de semnificație, adevărate personaje. Investigația autorului nu are loc la suprafață, ci în adâncime. Cu toate aceste, între oameni și lucruri există, trebuie să existe, o coordonare, o sincronizare a trăirilor, o modelare reciprocă. Deasupra tuturor stăpânește însă o anumită tristețe a lucrurilor, un sentiment de melancolie, o sugestie de solitudine, de resemnare.
Lumea obiectelor se transformă într-o complexă structură de simboluri, iar atunci când cele două vase sunt alăturate “păreau că sunt cele două suflete, al tatălui lui Kikuji și al mamei lui Fumiko”.